# Quintanilla de Trigueros
Quintanilla de Trigueros – gmina w Hiszpanii, w prowincji Valladolid, w Kastylii i León, o powierzchni 32,21 km². W 2011 roku gmina liczyła 113 mieszkańców.